# Federico Mompou
Federico Mompou Semblança (ur. 16 kwietnia 1893 w Barcelonie, zm. 30 czerwca 1987 tamże) – hiszpański kompozytor.

## Życiorys
Studiował w konserwatorium w Barcelonie, następnie od 1911 roku uczył się w Paryżu u Ferdinanda Motle-Lacroix i Isidora Philippa (fortepian) oraz Marcela Samuela-Rousseau (harmonia). W 1914 roku wrócił do Barcelony, w 1921 roku wyjechał jednak ponownie do Paryża, gdzie przebywał do 1941 roku. Po powrocie do Hiszpanii osiadł w Barcelonie. W 1945 roku został nagrodzony Primer premio nacional de la Sección Sinfónica y de Cámara de músicos españoles. Członek Królewskiej Katalońskiej Akademii Sztuk Pięknych św. Jerzego w Barcelonie (1951) i Królewskiej Akademii Sztuk Pięknych św. Ferdynanda (1959). Był członkiem jury IX Międzynarodowego Konkursu Pianistycznego im. Fryderyka Chopina (1975).
Kawaler francuskiego Orderu Sztuki i Literatury (1959).

## Twórczość
Tworzył pod wpływem muzyki francuskiej, głównie Claude’a Debussy’ego, a także Erika Satiego i grupy Les Six. Zdobył sobie popularność miniaturami fortepianowymi o klarownej fakturze i formie oraz pieśniami na głos i fortepian. Do swoich utworów wprowadzał tematy pochodzące z muzyki hiszpańskiej.

## Ważniejsze kompozycje
(na podstawie materiałów źródłowych)

### Utwory fortepianowe
- Impresiones íntimas (1914)
- Pessèbres (1917)
- Suburbis (1917)
- Scènes d’enfants (1918)
- Cants màgics (1919)
- Fêtes lointaines (1920)
- Charmes (1921)
- 3 wariacje (1921)
- Canción y Danza: I–IV (1921–1928), V–XII (1942–1962)
- Dialogues: I–II (1923), III–IV (1941–1944)
- Préludes: I–VI (1927–1930), VII–X (1943–1951)
- Souvenirs de l’exposition (1937)
- La canción que más amaba (1944)
- Canción de cuna (1951)
- Variaciones sobre un tema de Chopin (1938–1957)
- Paisajes (1942–1960)
- Música callada (1959–1967)

### Pieśni na głos i fortepian
- L’hora grisa, słowa Manuel Blancafort (1915)
- Cançoneta incerta, słowa Josep Carner (1926)
- 4 mélodies, słowa kompozytora (1928)
- Le nuage, słowa Mathilde Pomès (1928)
- Comptines: I–III (1931), IV–VI (1943)
- Llueve sobre el rio, Pastoral, słowa Juan Ramón Jiménez (1945)
- Combat del somni, słowa Josep Janés (1948)
- Cançó de la fira, słowa Tomás Garcés (1949)
- Aureana do Sil, słowa Ramón Cabanillas (1951)
- Cantar del alma, słowa św. Jan od Krzyża (1951; wersja na sopran, chór i organy 1951)
- Sant Martí, słowa Pere Ribot (1962)
- Primeros pasos, słowa Clara Janés (1964)

### Utwory wokalno-instrumentalne
- Improperios na baryton, chór i orkiestrę (1964)

### Inne
- Suite compostelana na gitarę (1963)